# Су-35
Су-35 (Су-27 М, заводски шифър Т10; по класификацията на НАТО: Flanker-Е) е руски многоцелеви, високоманеврен изтребител с отклоняем вектор на тягата от 4++ поколение, предназначен за завоевание на превъзходство във въздуха с голям радиус на действие,
Изтребителят е разработен от руската ОКБ Сухой, като развитие на Су-27 от конструктора Михаил Петрович Симонов. Първият полет е извършен на 28 юни 1988 г. от прототипа Т-10М-1. Полетът на първия сериен изтребител от този клас е извършен на 1 април 1992 г.
В първата половина на 90-те години са произведени 12 прототипа, но впоследствие програмата е закрита в полза на програмата Су-37 (която е прекратена след разбиването на един от двата прототипа). През 2005 г. програмата е възобновена под индекса Су-35БМ.

## Дизайн и разработка

### Модернизация на Су-27
В началото на 80-те години на 20 век Су-27 е приет на въоръжение в съветските ВВС. От „Сухой“ обаче не спират по разработването на следващ вариант и така се появява Су-27М. Този вариант предоставя по-голяма маневреност и е оборудван с по-модерна авионика. Увеличен е и капацитетът на бойния товар.
Новият модел е с редуцирано тегло, благодарение на това, че е изграден от композитни материали в комбинация с алуминий и литий. Друга забележителна промяна е добавянето на т.нар „канард“ (малка хоризонтална повърхност пред основното крило, подобно на стабилизаторите на опашката). Канардът подобрява въздухопотока към крилата и позволява на изтребителя да поддържа голям ъгъл на атака от 120°. Су-27М разполага и с нов, по-мощен двигател – Сатурн АЛ-31Ф.
С новия радар Н-011 „Жук“ самолетът може да следи 15 въздушни цели и да обстрелва 6 от тях. Кабината също е модернизирана – добавени са мултифукционални LCD дисплеи и нова катапултираща седалка К-36ДМ. Обсегът на Су-27М е увеличен до 4000 км (с помощта на допълнително окачени резервоари). Изтребителят има възможност и за презареждане във въздуха.

### Тестове
Първият прототип на Су-27М полита на 28 юни 1988. Той не се отличава много от стандартния Су-27. Вторият прототип започва полети през януари 1989, а третият – в средата на 1992.
През 1990 първият прототип (обозначен като Т-10С-70) е показан на съветските командири във военновъздушната база „Кубинка“. Първата въздушна демонстрация е на 13 февруари 1992 пред лидерите на ОНД в Минск. През 1993 разработката вече официално е обозначена като Су-35 и под това изтребителят дебютира на Дубайското авиошоу същата година. Прототипът е пилотиран от известния руски летец Виктор Пугачов, който демонстрира маневри, включително и „Кобрата на Пугачов“. През следващите години Су-35 лети по различни авиошоута, а през 1996 започват доставките към руските ВВС.

### Втора модернизация
През 2003 започва втората голяма модернизация на вече съществуващия Су-35 (Су-27М). Тя има за цел да запълни дупката между руските изтребители 4-то поколение и предстоящия ПАК ФА/Т-50.
В сравнение с предишните прототипи промените включват премахване на канарда, модернизация в авиониката, нов радар, нови оръжия и тн. Фюзелажът е подсилен с допълнително количество титаниеви сплави, които увеличават ресурса на самолета до 30 години или 6000 летателни часа. Вследствие на подсиления фюзелаж, теглото на самолета се покачва. Капацитетът на вътрешните резервоари е увеличен с повече от 20% – до 11,5 тона, а с допълнително окачени горивни резервоари капацитетът достига до 14,5 тона.
Извършена е и голяма модернизация по авиониката на изтребителя, целяща да подобни и улесни работата на пилота. Инсталирани са два цифрови компютъра, два основни мулти-функционални дисплея и 3 странични.
Су-35 използва нов Ирбис-Е радар, който има обсег от 400 км, може да следи до 30 въздушни цели и да обстрелва 8 от тях едновременно. Той е и първият изтребител, произведен извън САЩ, който може да лети на свръхзвукова скорост без да е необходим форсаж на двигателите.
Освен това е използван и радар-поглъщащ материал, който намалява отразяването на радарни сигнали.

### Производство
Работата по Су-35 завършва в началото на 2007, а първият прототип е построен през лятото на същата година.
На 19 февруари 2008 Су-35-1 прави първия си полет. Серийното производство започва през ноември 2009, а първият Су-35С е сглобен през октомври 2010. Първият полет на Су-35 е през май 2011.

## Варианти
Су-27М/Су-35
Едноместен вариант.
Су-35УБ
Учебно-боен вариант.
Су-35БМ
Едноместен вариант.
Су-35С
Модернизиран вариант за руските ВВС.
Су-37
Експериментален модел с векторна тяга.

## Оператори

### Русия
- Русия – 10 до декември 2012

### Алжир
- Алжир

## Характеристики
Обща характеристика
- Екипаж: 1 или 2 (при вариант УБ)
- Дължина: 21.9 м
- Размах: 15.3 м
- Височина: 5.90 м
- Площ на крилете: 62 m²
- Празен тегло: 18 400 кг
- Пълен тегло: 25, 300 кг
- Максимално тегло: 35, 400 кг
- Двигател: 2 × Сатурн 117С с отклоняема векторна тяга
  - Мощност: 86,3 кН всеки
  - Мощност на форсаж: 142 кН всеки

Изпълнение
- Максимална скорост: над 2,25 М (2500 км / ч)
- Боен радиус: 3600 км
- Таван на полета: 18 000 метра
- Скороподемност: 280 м / сек
- Крило натоварване: 408 кг / м ²
- Относителна тяга: 1,13

Оръжейна
- Оръжие:' 1 × 30 мм оръдие ГШ-30, 150 снаряда
- Външен товар: общо 14 възела за окачване

- Ракети
- Р-27
- Р-77
- Р-73
- Х-31
- Х-29
- Х-59

- Бомби
- КАБ-500 с лазерно насочване
- КАБ-1500
- ЛГБ-250
- ФАБ-250
- ФАБ-500

- Авионика
- Ирбис-Е радар
- КНИРТИ заглушител
- OLS-35 IRST-система

## На въоръжение
- Русия